# ليليوكالاني

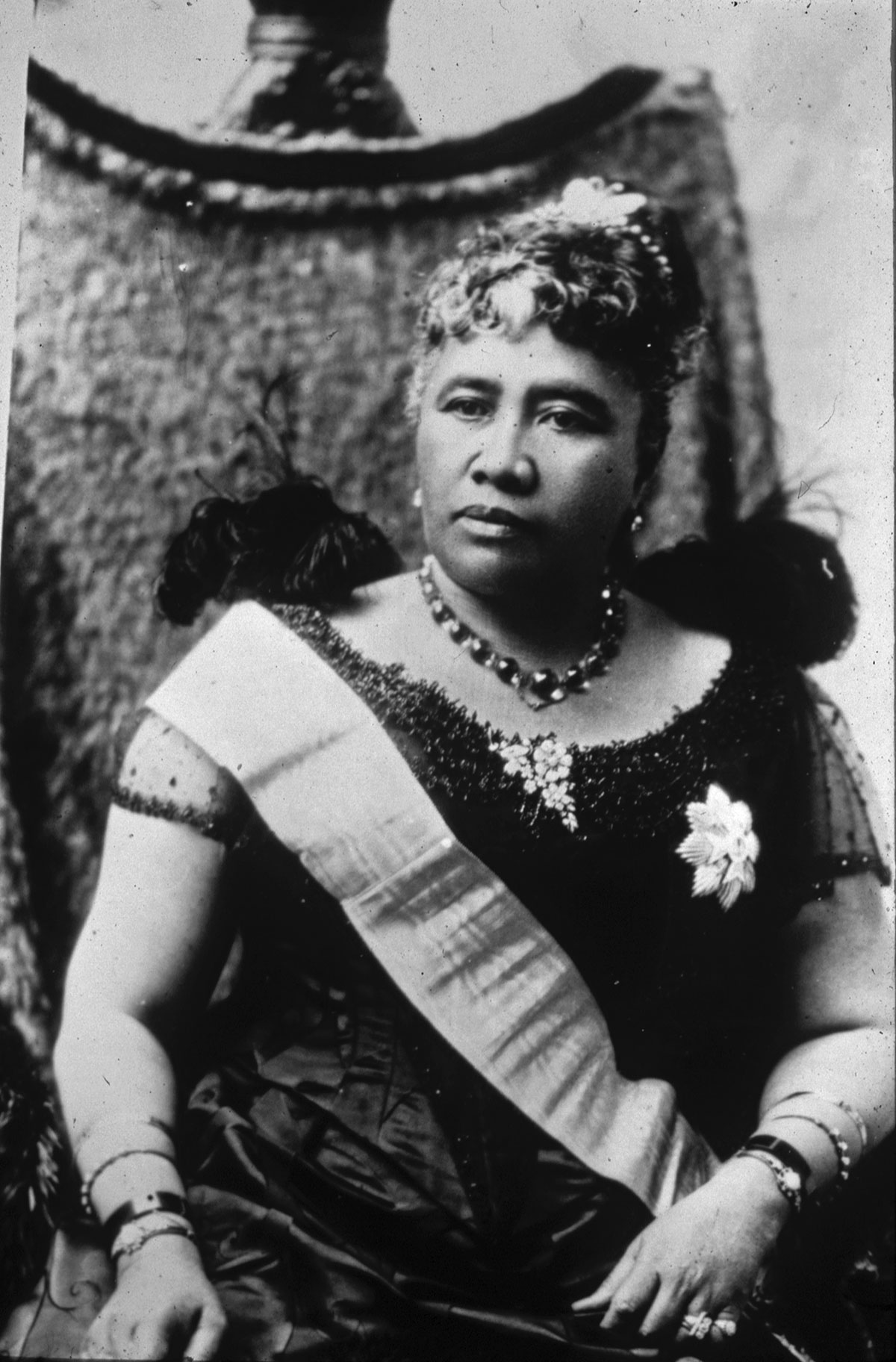
ليليوكالاني

ليليوكالاني (1254 هـ - 1336 هـ / 1838 - 1917م)، آخر ملكة حكمت جزر هاواي (1891 – 1893)، وخلعت عنها 1893. وقامت بمحاولة فاشلة لاستعادة عرشها 1895، وعاشت بالولايات المتحدة، وكتبت عدة أغنيات. اعتلت العرش بعد وفاة أخيها كالاكاوا.

## روابط خارجية
- ليليوكالاني على موقع IMDb (الإنجليزية)
- ليليوكالاني على موقع الموسوعة البريطانية (الإنجليزية)
- ليليوكالاني على موقع ميوزك برينز (الإنجليزية)
- ليليوكالاني على موقع ديسكوغز (الإنجليزية)